# NEOMA Business School
NEOMA Business School je europska poslovna škola s razvedenim kampusom smještenim u Parizu, Rouenu i Reimsu. Osnovana 2013.
NEOMA je Financial Times 2019. rangirao na 50. mjesto među europskim poslovnim školama.
Svi programi imaju trostruku akreditaciju međunarodnih udruga AMBA, EQUIS, i AACSB. Škola ima istaknute apsolvente u poslovnom svijetu i u politici, kao što su primjerice Shi Weillang (CEO Huawei France) i usluge Wilfried Guerrand (Hermès).

## Vanjske poveznice
- Službena stranica